# Улица Пырьева
У́лица Пы́рьева (до 1988 — 1-й Мосфильмовский переулок) — улица в Западном административном округе города Москвы на территории района Раменки.

## История
Улица получила своё название 3 мая 1988 года в память о режиссёре, народном артисте СССР И. А. Пырьеве (1901—1968). Ранее носила название 1-й Мосфильмовский переулок.

## Расположение

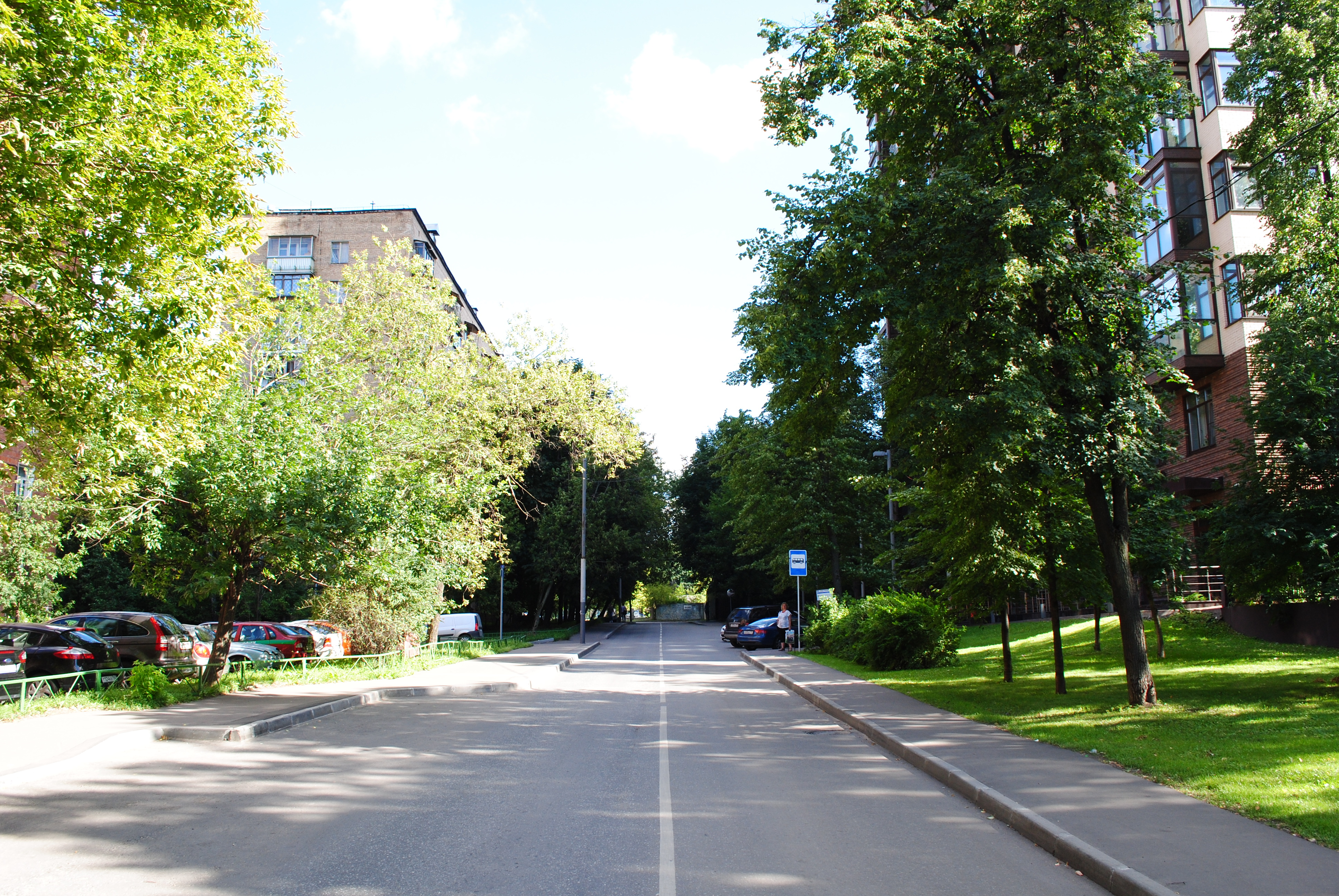
Улица Пырьева (вид от улицы Пудовкина в сторону Мосфильмовской улицы)

Улица Пырьева проходит от Мосфильмовской улицы на северо-запад, пересекает улицу Пудовкина, проходит далее, делает коленообразный поворот на юго-запад и затем на северо-запад и проходит до 2-го Мосфильмовского переулка. Нумерация домов начинается от Мосфильмовской улицы.

## Примечательные здания и сооружения
По нечётной стороне:

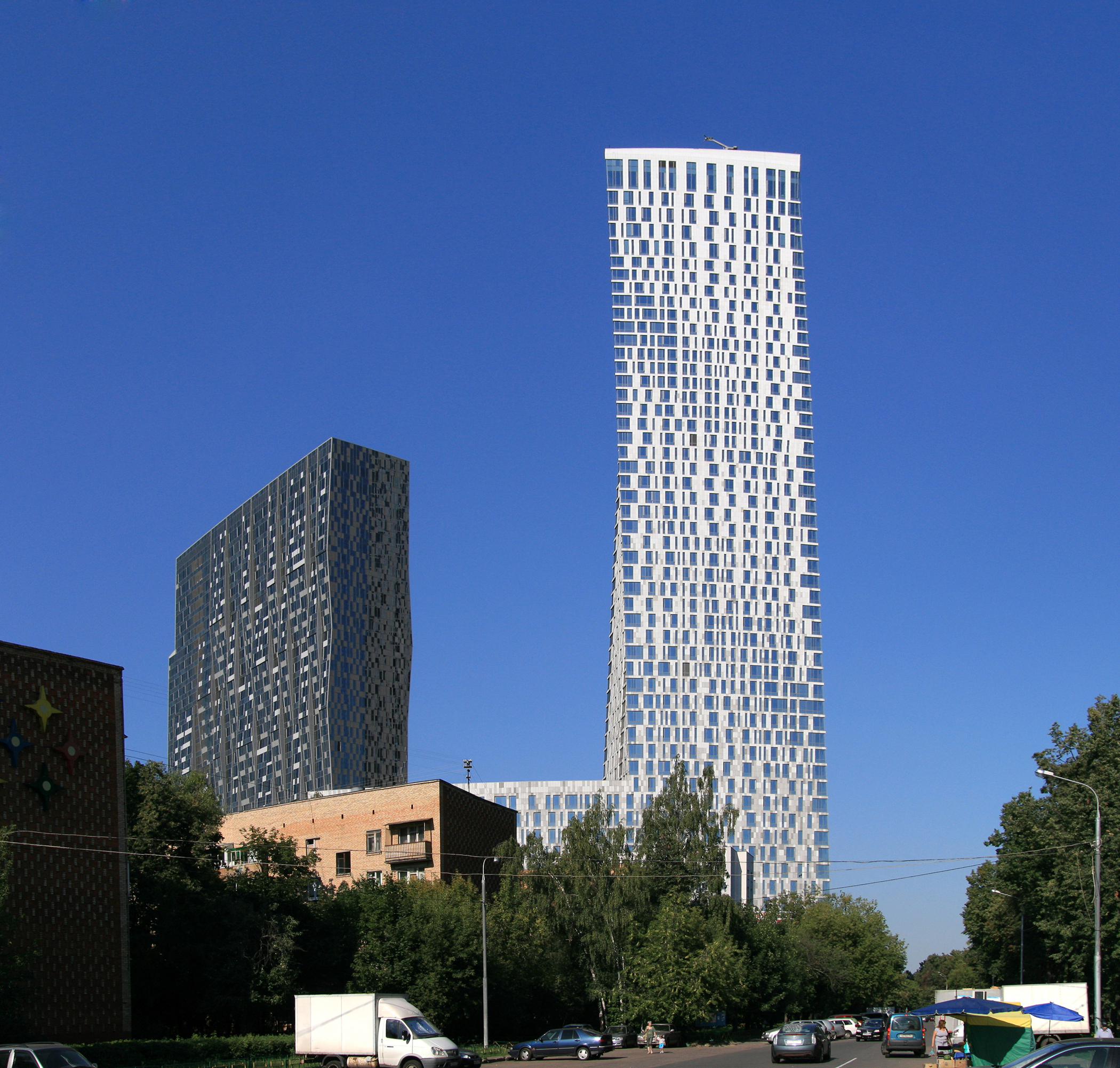
Дом на Мосфильмовской

- № 11 — школа № 74. На фасаде школы установлена мемориальная доска, посвящённая лётчику Михаилу Игнатьевичу Булыгину, погибшему в концлагере Дахау при попытке осуществить массовый побег[4].

По чётной стороне:
- № 2 — небоскрёб «Дом на Мосфильмовской»
- № 4, кк. 1,3 — разделенные между собой два «красных» жилых дома постсталинской архитектуры. Последние по времени строительства (1960) из четырех существующих в Москве «красных» домов подобной серии. От остальных трех аналогичных домов, сооруженных в 1952—1956 годах на улицах Строителей, Куусинена и Бориса Галушкина, корпуса на Пырьева отличаются более аскетичным внешним видом.
- № 4, корп. 2 — жилой дом. Здесь в 1975—1982 годах жил кинорежиссёр Андрей Тарковский (мемориальная доска, 2000 г.)[5]; в 1973—2010 годах — режиссёр Игорь Таланкин[6].

## Транспорт

### Автобус
По всей длине улицы проходит автобус малой вместимости 320 (от Киевского вокзала). У юго-восточного конца улицы, на Мосфильмовской улице, расположена остановка «Мосфильм» автобусов м17, т34, 91к, 119, 320, 394, 806.

### Метро
- Станция метро «Минская» Солнцевской линии — западнее улицы, на пересечении Минской улицы и проспекта Генерала Дорохова
- Станция метро «Ломоносовский проспект» Солнцевской линии — юго-западнее улицы, на пересечении Ломоносовского проспекта и Мичуринского проспекта
- Станция метро «Спортивная» Сокольнической линии — юго-восточнее улицы, на улице Хамовнический Вал
- Наиболее легкодоступная станция метро - Киевская. К ней ведут многочисленные маршруты наземного транспорта от остановки "Мосфильм". В пределах пешей доступности станций метро нет.

### Железнодорожный транспорт
- Платформа «Поклонная» Киевского направления МЖД — севернее улицы, на проспекте Генерала Дорохова
- Станция МЦК «Лужники» — юго-восточнее улицы, на улице Хамовнический Вал